# Liste der Monuments historiques in Vieux-Vy-sur-Couesnon
Die Liste der Monuments historiques in Vieux-Vy-sur-Couesnon führt die Monuments historiques in der französischen Gemeinde Vieux-Vy-sur-Couesnon auf.

## Liste der Objekte
| Bezeichnung                                                        | Beschreibung                                          | Standort                        | Kennzeichnung | Schutzstatus | Datum | Bild |
| ------------------------------------------------------------------ | ----------------------------------------------------- | ------------------------------- | ------------- | ------------ | ----- | ---- |
| Kanzel                                                             | Holz, um 1700                                         | in der Kirche St-Germain (Lage) | PM35000701    | Classé       | 1948  |      |
| Prozessionsfahne Nr. 1: Heiliger Germain und Christus am Kreuz     | Stoff, erste Hälfte des 19. Jahrhunderts              | in der Kirche St-Germain (Lage) | PM35001883    | Inscrit      | 1984  |      |
| Kelch Nr. 1                                                        | Silber, vergoldet, 1831 und 1843                      | in der Kirche St-Germain (Lage) | PM35001881    | Inscrit      | 1984  |      |
| Kelch Nr. 2                                                        | Silber, vergoldet, zweite Hälfte des 19. Jahrhunderts | in der Kirche St-Germain (Lage) | PM35001882    | Inscrit      | 1984  |      |
| Prozessionsfahne Nr. 2: Heiliger Germain und Unbeflegte Empfängnis | Stoff, Mitte des 19. Jahrhunderts                     | in der Kirche St-Germain (Lage) | PM35001884    | Inscrit      | 1984  |      |
| Instrumentalteil der Orgel                                         | Holz und Metall, 1890                                 | in der Kirche St-Germain (Lage) | PM35000702    | Classé       | 1981  |      |
| Ziborium Nr. 1                                                     | Silber, vergoldet, 1847                               | in der Kirche St-Germain (Lage) | PM35001879    | Inscrit      | 1984  |      |
| Orgelprospekt                                                      | Holz und Metall, 1890                                 | in der Kirche St-Germain (Lage) | PM35001022    | Classé       | 1981  |      |
| Skulptur des heiligen Erasmus                                      | Holz, 16. Jahrhundert                                 | in der Kirche St-Germain (Lage) | PM35001603    | Inscrit      | 1977  |      |
| Ziborium Nr. 2                                                     | Silber, 1885                                          | in der Kirche St-Germain (Lage) | PM35001880    | Inscrit      | 1984  |      |